# Fram (Tolkien)
Fram zoon van Frumgar is een persoon uit het werk van Tolkien.
Hij was een leider van de Éothéod, een mensenvolk dat leefde tussen de Nevelbergen en het Demsterwold. Later zou dit volk onder hun leider Eorl naar het zuiden trekken. Wegens hulp in de oorlog kregen zij van Gondor de streek die later bekend zou worden als Rohan en werden zij bekend als de Rohirrim.
Fram is vooral bekend geworden doordat hij de grote zwarte draak Scatha doodde. Deze draak waakte over een grote dwergenschat. Na de dood van Scatha kwamen onderhandelaars van de dwergen naar Fram om hun eigendom op te eisen. Maar Fram beledigde de onderhandelaars. Hij zond de dwergen een halssnoer gemaakt van de tanden van Scatha met de woorden: "Juwelen als deze zult ge in uw schatkamers niet aantreffen, want zij zijn zeer moeilijk te verwerven."
Uit woede voor deze belediging werd Fram later door de dwergen gedood.